# OR4K13
OR4K13 (англ. Olfactory receptor family 4 subfamily K member 13) – білок, який кодується однойменним геном, розташованим у людей на короткому плечі 14-ї хромосоми. Довжина поліпептидного ланцюга білка становить 304 амінокислот, а молекулярна маса — 34 261.
| 10         |  | 20         |  | 30         |  | 40         |  | 50         |
| ---------- |  | ---------- |  | ---------- |  | ---------- |  | ---------- |
| MERANHSVVS |  | EFILLGLSKS |  | QNLQILFFLG |  | FSVVFVGIVL |  | GNLLILVTVT |
| FDSLLHTPMY |  | FLLSNLSCID |  | MILASFATPK |  | MIVDFLRERK |  | TISWWGCYSQ |
| MFFMHLLGGS |  | EMMLLVAMAI |  | DRYVAICKPL |  | HYMTIMSPRV |  | LTGLLLSSYA |
| VGFVHSSSQM |  | AFMLTLPFCG |  | PNVIDSFFCD |  | LPLVIKLACK |  | DTYILQLLVI |
| ADSGLLSLVC |  | FLLLLVSYGV |  | IIFSVRYRAA |  | SRSSKAFSTL |  | SAHITVVTLF |
| FAPCVFIYVW |  | PFSRYSVDKI |  | LSVFYTIFTP |  | LLNPIIYTLR |  | NQEVKAAIKK |
| RLCI       |  |            |  |            |  |            |  |            |

A: Аланін

C: Цистеїн

D: Аспарагінова кислота

E: Глутамінова кислота

F: Фенілаланін

G: Гліцин

H: Гістидин

I: Ізолейцин

K: Лізин

L: Лейцин

M: Метіонін

N: Аспарагін

P: Пролін

Q: Глутамін

R: Аргінін

S: Серин

T: Треонін

V: Валін

W: Триптофан

Кодований геном білок за функціями належить до рецепторів, g-білокспряжених рецепторів, білків внутрішньоклітинного сигналінгу. 
Локалізований у клітинній мембрані, мембрані.